# Sprawy i Ludzie
Sprawy i Ludzie – wydawany w latach 1982–1989 we Wrocławiu regionalny tygodnik społeczno-polityczny. Ukazało się 445 numerów, następnie pismo przez 44 numery okazywało się jako miesięcznik. Redaktorem naczelnym był Julian Bartosz.
Pismo powstało w pierwszych miesiącach stanu wojennego w miejsce zlikwidowanego tygodnika "Wiadomości". Uważane było za reprezentatywne dla ortodoksyjnego nurtu w Polskiej Zjednoczonej Partii Robotniczej.